# 敏郡王
敏郡王，清朝世袭郡王。順治八年（1651年），清顯祖曾孫、鄭獻親王濟爾哈朗第三子勒度被封為郡王，封號敏，未得世袭罔替，每次襲封需遞降一級，一共传了一代一位。

## 敏郡王
- 1651年－1655年：敏簡郡王勒度 諡號簡，無嗣